# Draco (motore a razzo)
Draco è una famiglia di motori a razzo ipergolici progettati e prodotti da SpaceX per essere usati nei propri lanciatori e capsule. Sono prodotti due tipi di motori: Draco e SuperDraco.
Il Draco è un piccolo motore a razzo usato sulla capsula Dragon e sui lanciatori Falcon 9 e Heavy, per garantire il controllo dell'assetto nel vuoto dello spazio.
Il SuperDraco utilizza gli stessi propellenti ipergolici del più piccolo Draco, ma fornisce una spinta di circa 200 volte superiore. Il SuperDraco sarà usato sulla versione con equipaggio della capsula Dragon come sistema di fuga in caso di incidente durante il lancio e per assistere il rientro e atterraggio del Red Dragon robotic probe su Marte.

## Draco

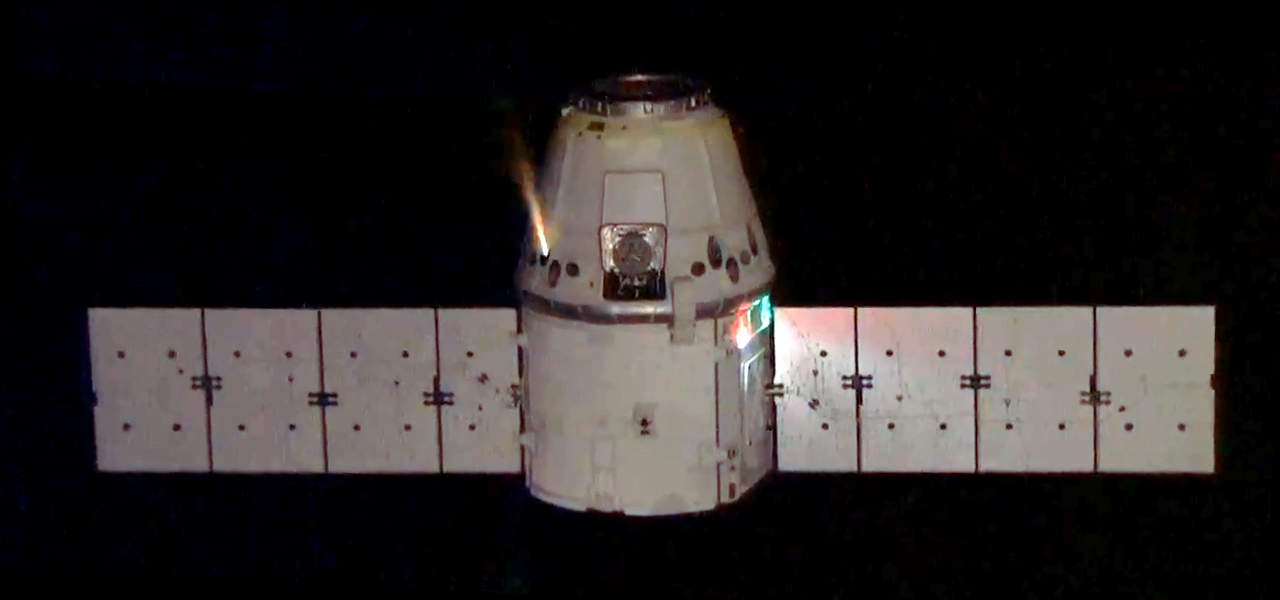
Draco in uso sulla capsula Dragon.

Il Draco genera 400 N di spinta usando una miscela di monometilidrazina come combustibile e tetraossido di diazoto come ossidante. Il Draco eroga una spinta comparabile al Marquad R-4D sviluppato per l'Apollo Service Module e per il LM nel 1960 e usato per piccole correzioni di rotta e assetto.
Sulla capsula Dragon sono usati sedici Draco per il controllo d'assetto e per manovre orbitali. Questo sistema non è ridondante su tutti gli assi; la rotazione e la transazione richiedono almeno 7 motori funzionanti.
Sono usati quattro motori sul secondo stadio del Falcon 9 per il controllo dell'assetto.

## SuperDraco
SpaceX annunciò all'inizio di febbraio 2012 di aver completato lo sviluppo di un nuovo, più potente motore ipergolico, chiamato SuperDraco. Questo potente motore, circa 200 volte il Draco, in grado di variare la spinta ed essere riacceso più volte. Il suo scopo principale è quello di launch abort system della capsula Dragon V2. Secondo un comunicato NASA il motore riesce a raggiungere la massima spinta in 100 ms. Si prevede che durante un aborto del lancio otto SuperDraco si accenderanno per cinque secondi alla massima potenza. Lo sviluppo del motore è stato parzialmente finanziato da programma NASA CCDev 2.

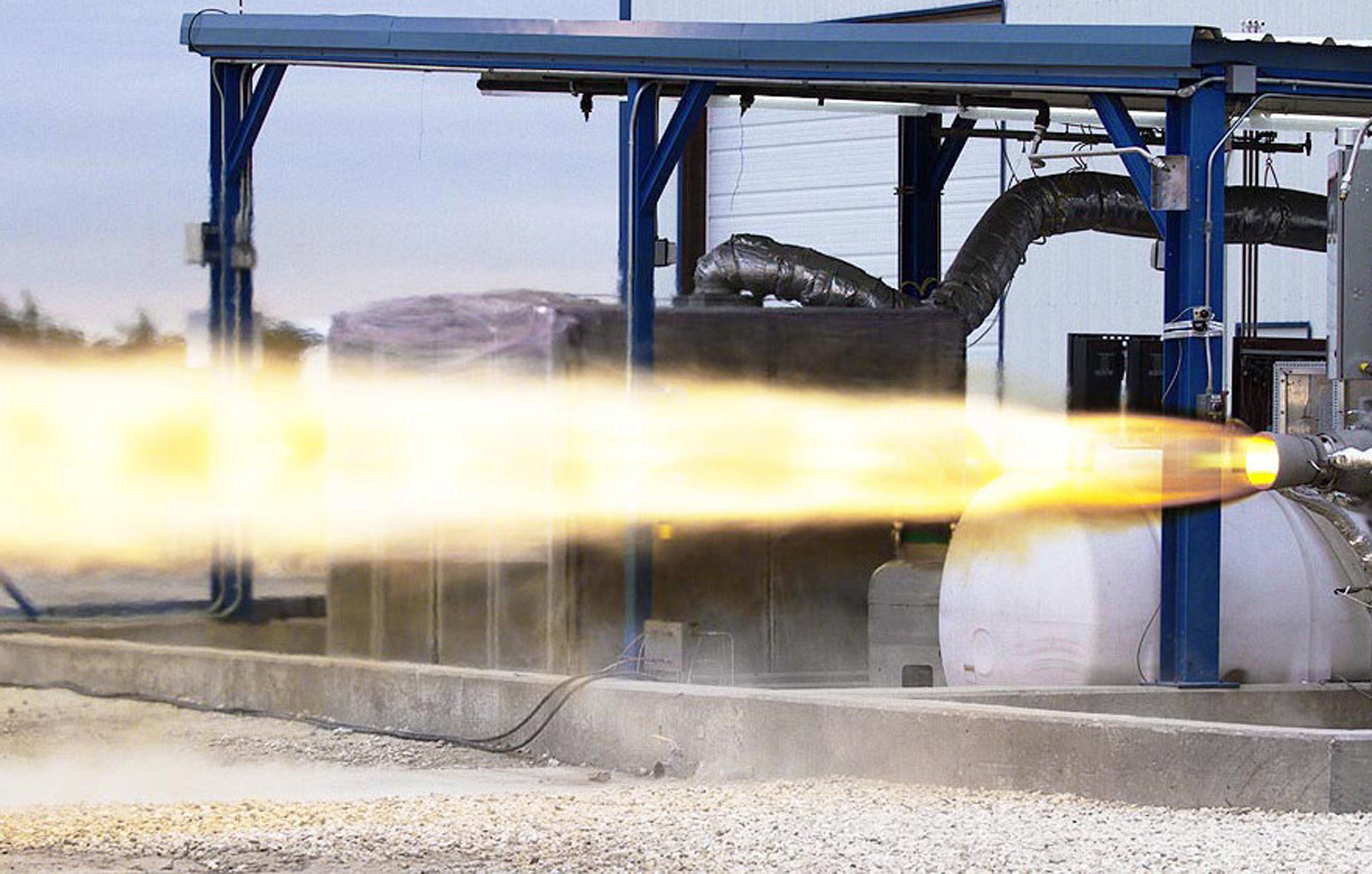
Test del SuperDraco.

I SuperDraco sono usati sia sulla Dragon 2 e sono stati usati sul DragonFly, un prototipo riutilizzabile per testare l'atterraggio a bassa quota della futura capsula. Il motore può sviluppare una spinta di 73 kN, ma durante i test del DragonFly viene usato il 93% della spinta massima (68,17 kN) per mantenere il veicolo stabile. La prima accensione di tutti gli otto SuperDraco è avvenuta il 6 maggio 2015 alle 14:00 durante il Crew Dragon Pad Abort Test.
I SuperDraco possono essere riaccesi più volte e variare con precisione la spinta, in modo da garantire un controllo preciso durante l'atterraggio della capsula Dragon.
Al 2015, il SuperDraco è il terzo motore più potente prodotto dalla SpaceX, approssimativamente 200 volte più potente del Draco, superato dal Raptor e dal Merlin. Per confronto sviluppa il doppio della spinta di un motore Kestrel, usato sul secondo stadio del Falcon 1, e circa un nono del Merlin 1D.
Oltre all'uso del SuperDraco per assistere atterraggi sulla Terra, l'Ames Research Center sta verificando la fattibilità di utilizzare i SuperDraco su un lander marziano derivato dal Dragon. Analisi preliminari hanno indicato che la decelerazione necessaria sia nelle capacità del propulsore.